# Доукинс, Саймон
Саймон Джонатан Доукинс (англ. Simon Jonathan Dawkins; 1 декабря 1987, Лондон) — ямайский и английский футболист, полузащитник клуба «Монтерей-Бей». Выступал за сборную Ямайки.

## Биография

### Клубная карьера
Доукинс присоединился к академии футбольного клуба «Тоттенхэм Хотспур» в июле 2004 года. 2 июля 2008 года он отправился в шестимесячную аренду в клуб Лиги один «Лейтон Ориент». Дебютировал за «Ориент» 16 августа 2008 года в матче против «Питерборо Юнайтед», выйдя на замену. Всего за «Ориент» провёл 11 матчей и не отличился забитыми мячами. Летом 2009 года Доукинс покинул «Тоттенхэм Хотспур» в связи с истечением срока контракта.
В августе 2010 года проходил просмотр в шотландском «Селтике».
14 марта 2011 года Доукинс вернулся в «Тоттенхэм Хотспур», подписав контракт до июня 2013 года, но 16 марта 2011 года убыл в аренду в американский «Сан-Хосе Эртквейкс». В MLS дебютировал 19 марта 2011 года в матче стартового тура сезона против «Реал Солт-Лейк», заменив Рамиро Корралеса во втором тайме. 2 апреля 2011 года в матче против «Сиэтл Саундерс» забил свой первый гол в MLS. 14 февраля 2012 года аренда Доукинса в «Эртквейкс» была продлена до конца июня 2012 года.
В финальный день зимнего трансферного окна 2013 года Доукинс отправился в аренду в «Астон Виллу» на остаток сезона 2012/13. Дебютировал он Премьер-лиге в победном матче с «Вест Хэм Юнайтед» 10 февраля 2013 года.
18 октября 2013 года Доукинс прошёл просмотр и после чего на правах чрезвычайной 93-дневной аренды присоединился к клубу Чемпионшипа «Дерби Каунти». Во время зимнего трансферного окна «Дерби» выкупил контракт Доукинса у «Тоттенхэма».
6 января 2016 года Доукинс перешёл в «Сан-Хосе Эртквейкс» за нераскрытую сумму, подписав контракт по правилу назначенного игрока. 16 февраля 2018 года контракт Доукинса с «Эртквейкс» был расторгнут по обоюдному согласию сторон. 21 февраля 2018 года «Миннесота Юнайтед» выбрала Доукинса из списка отказов, но 2 марта 2018 года клуб отчислил игрока.
9 января 2019 года Доукинс подписал краткосрочный контракт с «Ипсвич Таун».
15 марта 2022 года Доукинс подписал контракт с новообразованным клубом Чемпионшипа ЮСЛ «Монтерей-Бей». Дебютировал за «Монтерей-Бей» 19 марта 2022 года в матче против «Колорадо-Спрингс Суитчбакс», выйдя на замену на 84-й минуте. 23 июля 2022 года в матче против «Нью-Йорк Ред Буллз II» забил свой первый гол за «Монтерей-Бей».

### Международная карьера
Доукинс дебютировал за сборную Ямайки 26 мая 2014 года в товарищеском матче со сборной Сербии. Вызывался в состав сборной на Кубок Америки и Золотой кубок КОНКАКАФ 2015. Был включён в состав сборной на Кубок Америки 2016, но перед турниром получил травму и был заменён на Джоэла Гранта.

## Достижения
Командные
 «Сан-Хосе Эртквейкс»
- Победитель регулярного чемпионата MLS: 2012

 сборная Ямайки
- Победитель Карибского кубка: 2014
- Серебряный призёр Золотого кубка КОНКАКАФ: 2015